# Brouwerij De Hoprank (Laarne)

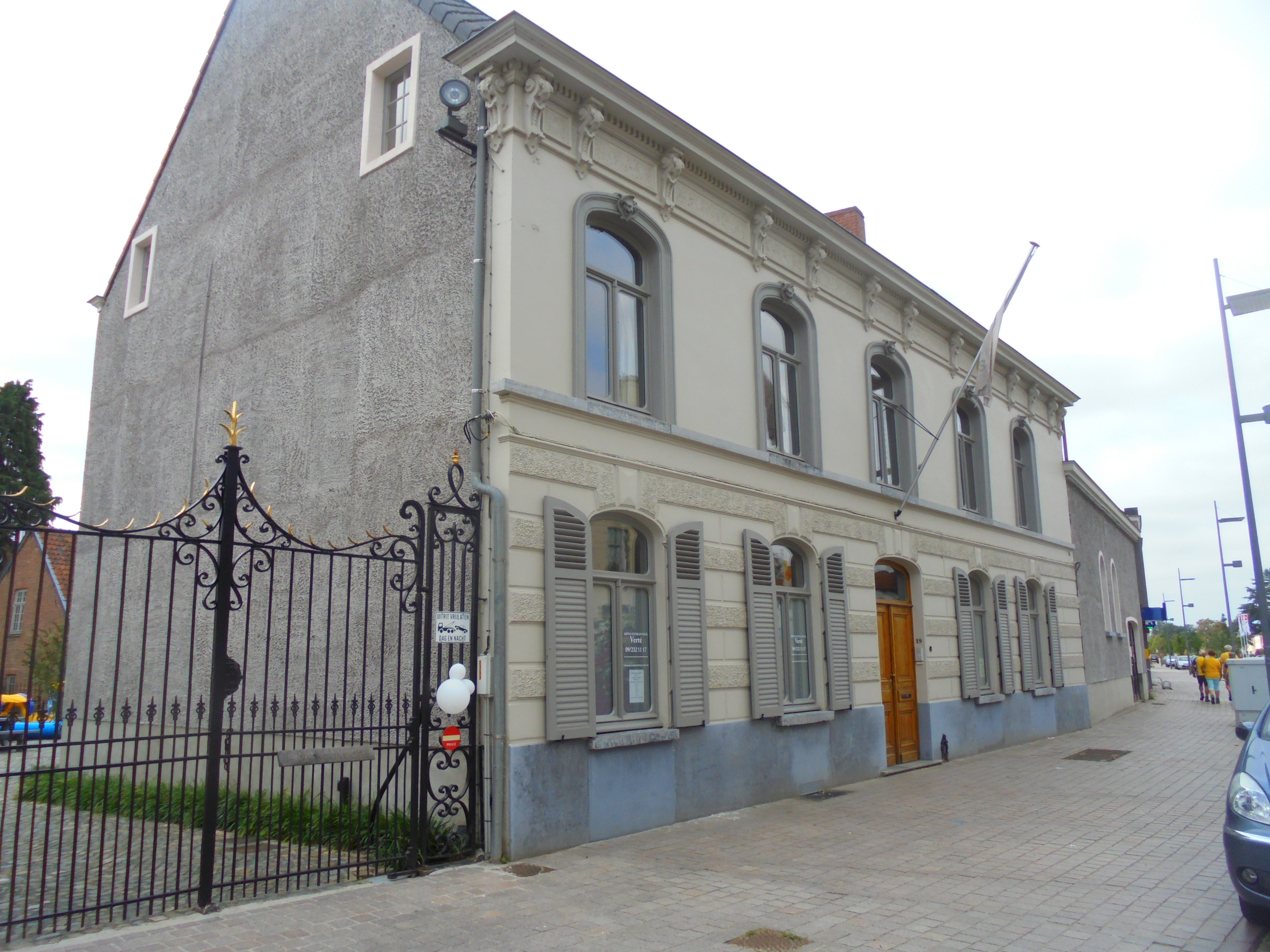
De brouwerswoning in 2018

Brouwerij De Hoprank is een voormalige brouwerij gelegen in de Dorpstraat in de Belgische plaats Laarne. Het bedrijf was actief van 1887 tot 1930 met brouwen en tot 1970 als drankuitzetter. 

## Geschiedenis
Een olieslager, Benoit Auguste De Visscher, kocht het huis in 1846 en kreeg toelating op 16 juli 1853 om een olieslagerij aan te bouwen.  In 1870 vergrootte men het gebouwen en ging over op brouwen. Toen Gustave De Visscher brouwer was vergrootte hij nogmaals het gebouw in 1874. Zijn opvolger was Joseph De Visscher, de broer van burgemeester Florimond De Visscher. 
Vanaf 1930 werd het brouwen gestopt maar de firma bleef bestaan als bieruitzetterij van de Brouwerij Meiresonne uit Gent tot 1970. 
Het brouwershuis De Visscher en de voormalige brouwerij "De Hoprank" werden beschermd als monument bij MB van 14 juli 2004.